# تيم كروز (لاعب كرة قاعدة)
تيم كروز (بالإنجليزية: Tim Crews)‏ هو لاعب كرة قاعدة أمريكي، ولد في 3 أبريل 1961 في تامبا في الولايات المتحدة، وتوفي في 23 مارس 1993.

## وصلات خارجية
- تيم كروز على موقعبيزبول رفرنس.كوم (الدوري الرئيسي) (الإنجليزية)
- تيم كروز على موقعبيزبول رفرنس.كوم (الدوري الثانوي) (الإنجليزية)